# Gregor Quasten
Gregor Quasten (* 3. Oktober 1952 in Mönchengladbach; † 4. November 2004 in Edenkoben) war ein deutscher Fußballtorhüter.

## Laufbahn
Der 1,81 m große Torhüter begann seine fußballerische Karriere beim PSV Mönchengladbach. Zur Saison 1971/72 wurde er aus der Borussia-Jugend in den Lizenzspielerkader von Borussia Mönchengladbach übernommen und war dort hinter Wolfgang Kleff, die eindeutige Nummer 1 am Bökelberg, noch hinter Bernd Schrage weiterer Ersatztorhüter der Elf von Trainer Hennes Weisweiler. Ab der Runde 1973/74 war er der Vertreter von Kleff, kam aber zu keinem Pflichtspieleinsatz. 1975 wechselte er zum FC Homburg in die 2. Fußball-Bundesliga, Gruppe Süd. Er debütierte am 9. August 1975 unter Trainer Uwe Klimaschefski bei einem 1:1-Heimremis gegen die SpVgg Bayreuth in der 2. Bundesliga. Er absolvierte wie Stürmerkollege Harald Diener alle 38 Rundenspiele und Homburg belegte den 3. Rang in der Abschlusstabelle. Meister und Bundesligaaufsteiger 1. FC Saarbrücken trotzten die Mannen um Torhüter Quasten beim Heimspiel am 2. Mai 1976 vor 20.000 Zuschauern im Waldstadion ein 1:1 ab. Gegen den mit Spielern wie Dragan Holcer, Hermann Ohlicher, Dieter Brenninger und Dieter Hoeneß angetretenen VfB Stuttgart schaffte die Homburger Mannschaft zwei Siege (1:0/2:0). Quasten zelebrierte aufgrund der von Trainer Klimaschefski angewandten Abseitsfalle, oftmals zur Rettung riskante Ausflüge aus dem Torraum. Leistungsträger neben Quasten und Diener waren noch Horst Ehrmantraut, Manfred Lenz und Albert Müller. Auch in den Runden 1976/77 und 1977/78 überzeugte der Außenseiterverein aus Homburg mit dem 4. und 3. Platz in der 2. Bundesliga. Quasten war die unumstrittene Nummer 1 und Rückhalt des Teams.
Für Homburg bestritt Quasten 185 Zweitligaspiele, in denen er vier Tore erzielte.
1980 schloss er sich Hertha BSC an; Trainer Klimaschefski hatte in Berlin unterschrieben und nahm auch Walter Gruler und Horst Ehrmantraut mit an die Spree. Quasten stand vier Jahre für die Hertha zwischen den Pfosten und am 17. August 1982 bei der 1:3-Niederlage gegen Borussia Dortmund absolvierte er sein erstes Bundesligaspiel. Als Vizemeister waren Quasten und Kollegen 1981/82 in die Bundesliga aufgestiegen und der ehemalige Gladbacher Reservist hatte in 37 Ligaspielen (1 Tor) das Tor des Aufsteigers gehütet. Vor der Aufstiegsrunde hatte er noch im Juni/Juli 1981 sechs Spiele in der Inter-Toto-Runde gegen IFK Göteborg, Bohemians Prag und Grashoppers Zürich bestritten. Insgesamt spielte er 147-mal für Hertha BSC.
In seiner letzten Runde in Berlin unter Trainer Martin Luppen lief es nicht gut, die Hertha belegte den 11. Rang in der 2. Bundesliga und Quasten war im Sommer 1984 für drei Monate arbeitslos. Danach bekam er einen neuen Vertrag beim SV Waldhof Mannheim, wo er die Stellvertreterrolle hinter Stammtorhüter Uwe Zimmermann übernahm und insgesamt 13 Spiele in drei Runden bestritt. In der Runde 1987/88 folgte noch einmal ein Jahr beim FC Homburg mit acht weiteren Bundesligaeinsätzen, wo er aber auch nur die Nummer 2 hinter Klaus Scherer war.
Ab 1988 ließ er seine Karriere beim SV Edenkoben ausklingen.
Quasten bestritt 55 Bundesligaspiele und 299 Spiele in der 2. Liga. Obwohl er Torwart war, erzielte er sieben Ligatore, darunter auch per Elfmeter. Seine größten Erfolge waren der DFB-Pokalsieg 1973, die deutsche Meisterschaft 1975 und der UEFA-Pokalsieg 1975, jeweils als Reservist von Borussia Mönchengladbach.
Gregor Quasten starb am 4. November 2004 im Alter von 52 Jahren an Krebs.